# Cestonionerva punctata
Cestonionerva punctata är en tvåvingeart som beskrevs av Kugler 1980. Cestonionerva punctata ingår i släktet Cestonionerva och familjen parasitflugor.
Artens utbredningsområde är Israel. Inga underarter finns listade i Catalogue of Life.